# Vriesea itatiaiae
Vriesea itatiaiae är en gräsväxtart som beskrevs av Heinrich Wawra. Vriesea itatiaiae ingår i släktet Vriesea och familjen Bromeliaceae. Inga underarter finns listade i Catalogue of Life.